# Мазури (село)
Мазу́ри — село в Україні, у Яворівському районі Львівської області. Населення становить 169 осіб. Орган місцевого самоврядування — Мостиська міська рада.